# Domain Lake
Domain Lake är en sjö i Kanada.   Den ligger i Kenora District och provinsen Ontario, i den sydöstra delen av landet, 1 500 km väster om huvudstaden Ottawa. Domain Lake ligger 375 meter över havet. Arean är 6,2 kvadratkilometer. Den sträcker sig 5,2 kilometer i nord-sydlig riktning, och 5,9 kilometer i öst-västlig riktning.
I omgivningarna runt Domain Lake växer i huvudsak barrskog. Trakten runt Domain Lake är nära nog obefolkad, med mindre än två invånare per kvadratkilometer.